# Спрінг Тауншип (округ Кроуфорд, Пенсільванія)
Спрінг Тауншип (англ. Spring Township) — селище (англ. township) в США, в окрузі Кроуфорд штату Пенсільванія. Населення — 1402 особи (2020).

## Демографія
Згідно з переписом 2010 року, у селищі мешкало 1548 осіб у 607 домогосподарствах у складі 426 родин. Було 683 помешкання
Расовий склад населення:
| - 97,9 % — білих - 0,3 % — чорних або афроамериканців - 0,3 % — азіатів - 0,1 % — вихідців з тихоокеанських островів - 0,1 % — корінних американців |

До двох чи більше рас належало 1,4 %. Частка іспаномовних становила 0,4 % від усіх жителів.
За віковим діапазоном населення розподілялося таким чином: 25,1 % — особи молодші 18 років, 60,2 % — особи у віці 18—64 років, 14,7 % — особи у віці 65 років та старші. Медіана віку мешканця становила 41,4 року. На 100 осіб жіночої статі у селищі припадало 100,5 чоловіків;  на 100 жінок у віці від 18 років та старших — 102,4 чоловіків також старших 18 років.
Середній дохід на одне домашнє господарство  становив 63 027 доларів США (медіана — 54 286), а середній дохід на одну сім'ю — 72 936 доларів (медіана — 63 015). Медіана доходів становила 44 375 доларів для чоловіків та 31 389 доларів для жінок. За межею бідності перебувало 11,7 % осіб, у тому числі 13,2 % дітей у віці до 18 років та 14,5 % осіб у віці 65 років та старших.
Цивільне працевлаштоване населення становило 644 особи. Основні галузі зайнятості: виробництво — 26,2 %, освіта, охорона здоров'я та соціальна допомога — 20,7 %, роздрібна торгівля — 13,5 %, сільське господарство, лісництво, риболовля — 7,0 %.